# 王建宙

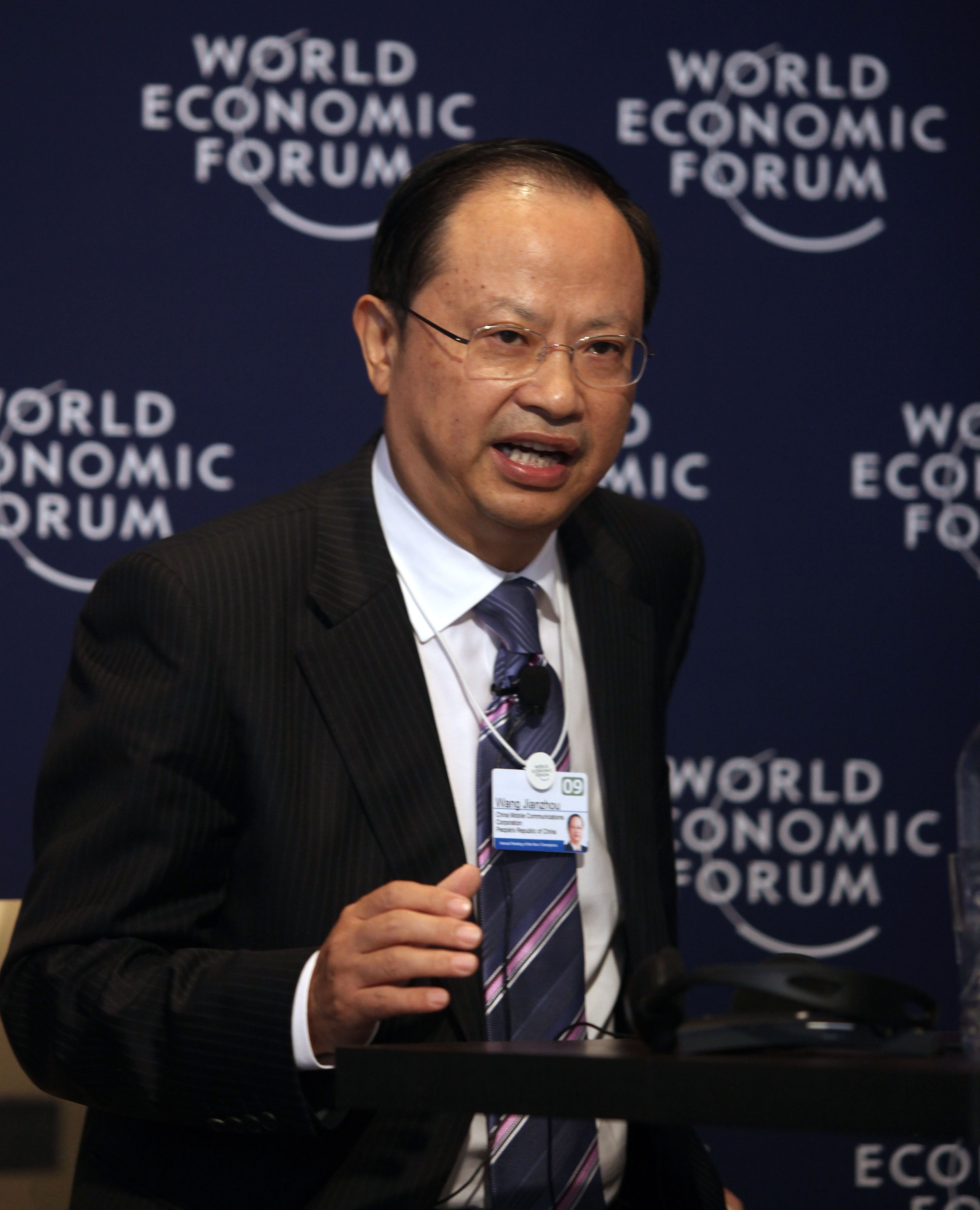
王建宙在2009年大连世界经济论坛上发言

王建宙（1948年12月—），浙江温州人，浙江大学管理工程系，工学硕士。

## 生平
曾任中国联通董事长、中国移动通信集团公司总经理 、董事长、党组书记。现任中国韩国友好协会会长。现任GSM協會高級顧問。2008年，当选第十一届全国政协委员，代表经济界，分入第三十七组。并担任经济委员会专委。